# Symphorichthys
Symphorichthys is een monotypisch geslacht van straalvinnige vissen uit de familie van de snappers (Lutjanidae), orde baarsachtigen (Perciformes).

## Soort
- Symphorichthys spilurus (Günther, 1874)